# القمة العربية الإسلامية الإستثنائية 2024
القمة العربية الاسلامية الاستثنائية 2024 أو القمة العربية الاسلامية الاستثنائية الثانية هي قمة طارئة مشتركة بين دول جامعة الدول العربية ودول منظمة التعاون الاسلامي، عقدت في يوم الإثنين 11 نوفمبر 2024 بمدينة الرياض عاصمة المملكة العربية السعودية برئاسة الأمير محمد بن سلمان آل سعود ولي العهد رئيس مجلس الوزراء نيابة عن الملك سلمان بن عبدالعزيز آل سعود ملك المملكة العربية السعودية وذلك لبحث تطورات العدوان الإسرائيلي على جمهورية لبنان وقطاع غزة.

## المشاركين
المملكة العربية السعودية - الأمير محمد بن سلمان آل سعود ولي العهد رئيس مجلس الوزراء (رئيس الاجتماع)
 المملكة الأردنية الهاشمية - الملك عبدالله الثاني بن الحسين ملك المملكة الاردنية الهاشمية
 دولة قطر - الشيخ تميم بن حمد اّل ثاني أمير دولة قطر
 جمهورية مصر العربية - الرئيس عبدالفتاح السيسي رئيس جمهورية مصر العربية
 الجمهورية العربية السورية - الرئيس بشار الأسد رئيس الجمهورية العربية السورية
 دولة فلسطين - الرئيس محمود عباس رئيس دولة فلسطين
 دولة الكويت - الشيخ صباح خالد الحمد الصباح ولي العهد
 جمهورية تركيا - الرئيس رجب طيب أردوغان رئيس جمهورية تركيا
 جمهورية الصومال - الرئيس الدكتور حسن شيخ محمود رئيس جمهورية الصومال
 الجمهورية الإسلامية الموريتانية - الرئيس محمد ولد الشيخ رئيس جمهورية موريتانيا
 جمهورية تشاد - الرئيس محمد ادريس رئيس جمهورية تشاد
 جمهورية طاجيكستان - الرئيس إمام علي رحمن رئيس جمهورية طاجيكستان
 جمهورية نيجيريا الاتحادية - الرئيس بولا أحمد رئيس جمهورية نيجيريا الاتحادية
 جمهورية قرغيزستان - الرئيس صدير جباروف رئيس جمهورية قرغيزستان
 جمهورية تنزانيا المتحدة - الرئيسة الدكتورة سامية صلحو حسن رئيسة جمهورية تنزانيا المتحدة
 جمهورية المالديف - محمد معز رئيس جمهورية المالديف
 جمهورية السنغال - الرئيس باسيرو ديوماي فاي رئيس جمهورية السنغال
 جمهورية السودان - الرئيس عبدالفتاح البرهان رئيس مجلس السيادة الانتقالي
 دولة ليبيا - الرئيس محمد يونس المنفي رئيس المجلس الرئاسي
 جمهورية اليمن - الرئيس الدكتور رشاد محمد العليمي رئيس مجلس القيادة الرئاسي
 دولة الإمارات العربية المتحدة - الشيخ منصور بن زايد اّل نهيان نائب رئيس الدولة نائب رئيس مجلس الوزراء رئيس ديوان الرئاسة
 الجمهورية الاسلامية الإيرانية - محمد رضا عراف النائب الأول لرئيس الجمهورية الاسلامية الايرانية
 الجمهورية اللبنانية - نجيب ميقاتي رئيس الوزراء
 جمهورية العراق - محمد شياع السوداني رئيس الوزراء
 المملكة المغربية - عزيز أخنوش رئيس الوزراء
 جمهورية باكستان الاسلامية - شهباز شريف رئيس الوزراء
 مملكة ماليزيا - انور ابراهيم رئيس الوزراء
 جمهورية إثيوبيا الاتحادية - آبي أحمد علي رئيس الوزراء
 جمهورية اوزبكستان - عبدالله اريبوف رئيس الوزراء
 جمهورية النيجر - علي الأمين زين رئيس الوزراء
 جمهورية بوركينا فاسو - عثمان بوغوما رئيس المجلس التشيريعي
مملكة البحرين - الشيخ خالد بن عبدالله آل خليفة نائب رئيس مجلس الوزراء
 جمهورية كازاخستان - مراد نورتليو نائب رئيس مجلس الوزراء وزير الشؤون الخارجية
 جمهورية أوغندا - روكيا ايسانغا ناكادا النائب الثالث لرئيس مجلس الوزراء
 سلطنة عمان - السيد بدر بن حمد البوسعيدي وزير الخارجية
 الجمهورية الجزائرية - أحمد عطاف وزير الشؤون الخارجية والجالية الوطنية بالخارج
 الجمهورية التونسية - محمد علي النفطي وزير الشؤون الخارجية والهجرة والتونسين بالخارج
 جمهورية جيبوتي - محمد علي يوسف وزير الخارجية
 جمهرية غينيا بيساو - كارلوس بينتو بيريرا وزير الخارجية
 جمهورية غينيا - الدكتور مورسندا كوياتي وزير الشؤون الخارجية
 جمهورية بنغلاديش الشعبية - أم دي توحيد وزير الخارجية
 جمهورية القمر المتحدة - محمد مباي وزير الخارجية
 جمهورية غامبيا - ممادو تانجارا وزير الخارجية
 سلطنة بروناي - محمد جوندا عبدالرشيد وزير التنمية
 جمهورية توغو - يحيى ياني وزير الأشغال العامة
 جمهورية اندونيسيا - محمد أنيس ماتا نائب وزير الخارجية
 جمهورية غويانا - سافراز أحمد شادود سفير جمهورية غويانا لدى دولة قطر